# Champaign
|  | Per a altres significats, vegeu «Comtat de Champaign». |

Champaign és una ciutat del Comtat de Champaign a l'estat d'Illinois. Segons el cens del tenia 75.254 habitants.

## Demografia
Segons el cens del 2000, Champaign tenia 67.518 habitants, 27.071 habitatges, i 12.452 famílies. La densitat de població era de 1.534,4 habitants/km².
Dels 27.071 habitatges en un 22% hi vivien nens de menys de 18 anys, en un 34,4% hi vivien parelles casades, en un 9% dones solteres, i en un 54% no eren unitats familiars. En el 36,6% dels habitatges hi vivien persones soles el 6,9% de les quals corresponia a persones de 65 anys o més que vivien soles. El nombre mitjà de persones vivint en cada habitatge era de 2,23 i el nombre mitjà de persones que vivien en cada família era de 2,95.
Per edats la població es repartia de la següent manera: un 17,8% tenia menys de 18 anys, un 31,7% entre 18 i 24, un 26,7% entre 25 i 44, un 15,4% de 45 a 60 i un 8,4% 65 anys o més.
L'edat mediana era de 25 anys. Per cada 100 dones de 18 o més anys hi havia 101,9 homes.
La renda mediana per habitatge era de 32.795 $ i la renda mediana per família de 52.628 $. Els homes tenien una renda mediana de 36.574 $ mentre que les dones 27.186 $. La renda per capita de la població era de 18.664 $. Aproximadament el 8,1% de les famílies i el 22,1% de la població estaven per davall del llindar de pobresa.

## Personatges il·lustres
- James Tobin (1918-2002) economista, Premi Nobel d'Economia de 1981. Conegut per la formulació de la Taxa Tobin.
- Saul Perlmutter (1959) astrofísic, Premi Nobel de Física de l'any 2011.

## Poblacions properes
El següent diagrama mostra les poblacions més properes.